# Agnès Ndirubusa
 (juillet 2024).
Agnès Ndirubusa est une journaliste et correspondante de guerre burundaise. Ancienne rédactrice en chef du journal indépendant Iwacu, elle est notamment connue pour avoir, en compagnie de trois de ses collègues, été emprisonnée arbitrairement par le gouvernement burundais en octobre 2019 dans le cadre d'un reportage qu'elle réalisait sur les affrontements armés des forces burundaises et de groupes paramilitaires en provenance de République démocratique du Congo. Elle est condamnée à deux ans de prison et est libérée plus tard, avant de s'exiler en Belgique.

## Biographie
Ndirubusa travaille comme analyste politique et rédactrice en chef pour le journal Iwacu, l'un des derniers organes de presse indépendants dans le pays,. En 2016, son collègue, Jean Bigirimana, disparaît sans laisser de traces. Malgré une campagne entreprise par le journal pour essayer d'éclaircir les circonstances de sa disparition, peu d'éléments nouveaux sont récoltés,. 
Le 22 octobre 2019, alors qu'elle est en voiture avec son équipe de journalistes, comprenant Christine Kamikazi, Egide Harerimana, Térence Mpozenzi et leur chauffeur, Adolphe Masabarakiza, elle est arrêtée,. Elle se rend alors dans le parc national de Kibira, où des affrontements ont lieu entre des groupes de rebelles en provenance de République démocratique du Congo et l'armée burundaise,,. La police et des jeunes encerclent leur voiture et les arrêtent, avant de les transférer au commissariat local. Pendant l'arrestation, sa collègue, Christine Kamikazi, est giflée par l'un des policiers. Ndirubusa est arrêtée alors qu'elle a informé les autorités des déplacements de son groupe.  
Après son arrestation, elle est d'abord retenue sans chef d'accusation précis puis est accusée de « complot contre la sûreté de l'État » et maintenue en détention,. Le procureur réclame à leur encontre une peine de 15 ans d'emprisonnement, et le tribunal la condamne, en janvier 2020, à deux ans et demie de prison,. L'appel ne fonctionne pas. De manière générale, cette persécution arbitraire de la part du Burundi est largement critiquée, à la fois par le Haut-Commissariat des Nations unies aux droits de l'homme, des organes de presse comme Le Monde ou DW et des organisations non-gouvernementales comme Amnesty International ou Human Rights Watch. 
Après sa libération, et d'autres menaces, elle décide de s'enfuir pour la Belgique avec son époux et leur fils. 